# Landkreis Limburg-Weilburg
Landkreis Limburg-Weilburg är ett distrikt (Landkreis) i västra delen av det tyska förbundslandet Hessen.
1. ↑  GeoNames, 2005, Geonames-ID: 3220992, läs online och läs online.[källa från Wikidata]
2. ↑  hämtat från: tyskspråkiga Wikipedia.[källa från Wikidata]